# Sokbaro
Sokbaro (fr. Mont Sokbaro) – najwyższy szczyt Beninu o wysokości 658 m n.p.m., leżący na granicy z Togo (najwyższy szczyt leżący tylko w Beninie to Tanekas. Położony jest w paśmie Atakora.